# Kohatuskarv
Kohatuskarv (Leucocarbo septentrionalis) är en förhistorisk utdöd fågel i familjen skarvar inom ordningen sulfåglar som var endemisk för nyzeeländska Nordön.

## Upptäckt och tidigare förekomst
Kohatuskarven beskrevs 2017 utifrån några tusen år gamla fossila ben som hittats i sanddyner i Northland, längs i norr på Nordön, Nya Zeeland. Namnet kohatu som betyder "från stenåldern före vår tid" valdes av maoristammen Ngāti Kurī i vars område lämningarna hittats. Arten dog troligen snabbt ut till följd av jakt efter människans ankomst till Nya Zeeland.

## Beskrivning
Kohatuskraven var en stor skarv, dock mindre och mer gracil än närmaste släktingen vårtskarven. Troligen var den likfärgad, med svartaktig ovansida och vit undersida. Inget är känt om dess levnadssätt, men tros andra liknande skarvarter ha häckat i kolonier och livnärt sig huvudsakligen på fisk.